# Circumscripția electorală a Basarabiei

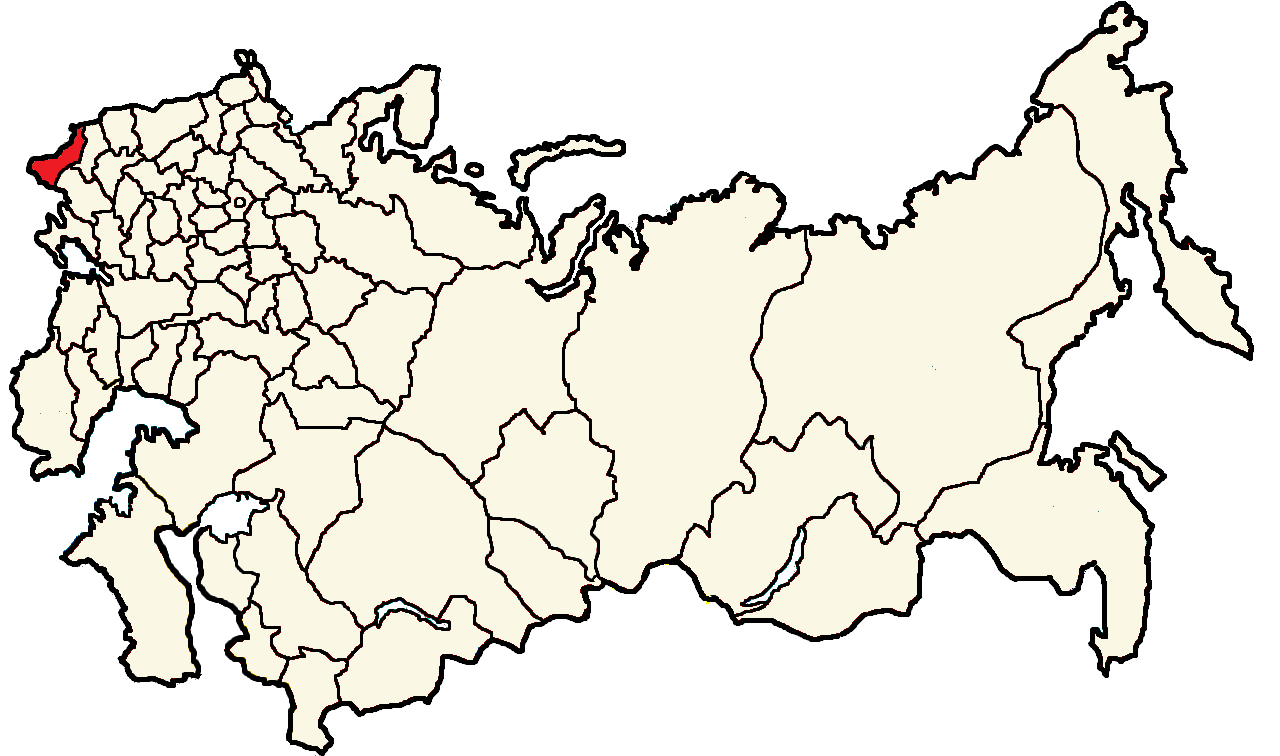
Circumscripția electorală a Basarabiei, pe harta circumscripțiilor Imperiului Rus din 1917.

Circumscripția electorală a Basarabiei (în rusă Бессарабский избирательный округ) a fost o circumscripție creată pentru alegerile Adunării Constituante rusești din 1917. 
Circumscripția a inclus teritoriul guberniei Basarabiei. Potrivit istoricului Oliver Henry Radkey rezultatele alegerilor din circumscriție sunt substanțial incomplete, și, doar rezultatele din Chișinău și 3 din cele 8 ținuturi au putut fi colectate de savanți. Cele 5 ținuturi rămase în afara numărului erau mai populate.
Alte două rezultate au mai fost publicate: unul de istoricul moldovean Gheorghe Cojocaru, care oferă o relatare detaliată a voturilor civile, care acoperă aproape două treimi din cele exprimate în Basarabia și un alt set furnizat de autorul sovietic G. Ustinov. Demografia circumscripției era împărțită între moldoveni/români (48%), ucraineni (20%) și ruși (8%). Dintre deputații aleși, deputații SR erau preponderent evrei sau ruși, în timp ce deputații sovietici țărani erau în mare parte moldoveni/români.

## Rezultate
| Partid                                                                                              | Voturi  | % (după Radkey) | % (Rus) |
| --------------------------------------------------------------------------------------------------- | ------- | --------------- | ------- |
| Lista 2 - Partidul Socialist Revoluționar (SR)                                                      | 85,349  | 33.63           | 31.6    |
| Lista 1 - Sovietul Deputaților Țăranilor                                                            | 69,085  | 27.22           | 35.3    |
| Lista 9 - Comitetul Electoral Național Evreiesc                                                     | 28,785  | 11.34           | 10.2    |
| Lista 8 - Bolșevicii și Menșevic-internaționaliștii                                                 | 25,569  | 10.07           | 8.2     |
| Lista 5 - Cadeții                                                                                   | 16,545  | 6.52            | n/a     |
| Lista 6 - Partidul Național Moldovenesc și Uniunea Basarabeană a Asociațiilor de Credit și Economii | 6,643   | 2.62            | 2.1     |
| Lista 3 - Uniunea Proprietarilor de Pământ                                                          | 5,246   | 2.07            | n/a     |
| Lista 11- Organizațiile socialiste ucrainene                                                        | 4,241   | 1.67            | 4.1     |
| Lista 4 - Bund-Menșevicii                                                                           | 1,438   | 0.57            | n/a     |
| Lista 10 - Partidul Popular Socialist al muncitorilor din Basarabia                                 | 376     | 0.15            | n/a     |
| Lista 7 - Partidul Socialist al muncitorilor Căii Ferate de Sud-Est                                 | ?       |                 | n/a     |
| Lista 12 - Uniunea Cetățenilor de naționalitate germană                                             | ?       |                 | n/a     |
| Lista 13 - Grupul cooperativ                                                                        | ?       |                 | n/a     |
| Lista 14 - A 3-a secțiune din volostea Telița, ținutul Bender                                       | ?       |                 | n/a     |
| Lista 15 - Locuitorii volostei Telița                                                               | ?       |                 | n/a     |
| List 16 - A 4-a secțiune a volostei Telița                                                          | ?       |                 | n/a     |
| Lista 17 - Poalei Sion                                                                              | ?       |                 | n/a     |
| Necontabilizate                                                                                     | 10,536  | 4.15            | n/a     |
| Total:                                                                                              | 253,813 |                 | n/a     |

După Victor Serge, aproximativ 600.000 de persoane au participat la vot: 229.000 de voturi au obținut Socialiștii revoluționari (SR), sovietul țărănesc aproximativ 200.000 de voturi, lista națională evreiască 60.000, Cadeții 40.000 și Partidul Național Moldovenesc – 14.000.
În Chișinău, Comitetul Electoral Național Evreiesc a obținut 9.054 voturi (31,3%), SR au primit 5.617 voturi (19,4%), bolșevicii 5.449 voturi (18,8%), Cadeții 3.024 voturi (10,5%), Uniunea Proprietarilor de Pământ 1.956 de voturi (6,8%), alianța Menșevic-Bund 1.441 voturi (5%), lista ucraineană 1.088 voturi (3,8%), lista țăranilor 472 voturi (1,6%), Partidul Național Moldovenesc 407 voturi (1,4%), Socialiștii-muncitori 276 voturi (0,9%), Poalei Sion 51 voturi (0,2%), lista germană 47 voturi (0,2%), Partidul Socialist al Muncitorilor Feroviari 33 voturi (0,1%), lista cooperativă 11 voturi și 16 voturi pentru restul de 3 liste. Aproximativ 12.000 de voturi au fost exprimate în garnizoana Chișinău (60% din vot), dintre care: Lista bolșevic-internaționalistă a obținut 4.859 voturi, SR 4.689 voturi, 845 pentru socialiștii ucraineni și 704 pentru Cadeți.